# 知里幸恵 銀のしずく記念館
知里幸恵 銀のしずく記念館（ちりゆきえ ぎんのしずくきねんかん）は、『アイヌ神謡集』の著者である知里幸恵の記念館。一般の募金により、2010年9月19日、北海道登別市に開館した。
運営はNPO法人知里森舎（ちりしんしゃ）。

## 概要
知里幸恵の日記、日誌、『アイヌ神謡集』の基礎原稿となった自筆の『知里幸恵ノート』(複製1～4)、知里幸恵の写真、金田一京助や両親との書簡、葉書など貴重な資料、遺品が展示されている。
また、アイヌ文化、アイヌ口承文芸、アイヌ語を知里幸恵をとおして広く伝えていく催しや活動が行われている。

## 沿革
- 2010年9月19日、開館。初代館長・横山むつみ（幸恵の姪）と初代理事長・横山孝雄（むつみの夫）が就任[5][6]。
- 2016年10月、館長・横山むつみの逝去に伴い、2代目館長・金崎重彌が就任。むつみは、「永世館長」になる[7]。
- 2019年11月20日、同年8月30日逝去した理事長・横山孝雄の後任として、館長の金崎が2代目理事長に就任（館長と兼任）[5]。
- 2022年5月28日、3代目館長・木原仁美（むつみの長女）と、3代目理事長・松本徹が就任[5][8]。

## 利用案内
- 開館時間  9：30～16：30（入館は16:00まで）
- 休館日  火曜日（祝祭日を除く）

冬季休館（12月20日～2月末日）
- 交通機関

JR北海道室蘭線登別駅より約1.3Km。
都市間高速バス「登別」停留所より約1.3Km。
道央自動車道・登別東インターチェンジより約2.6Km。